# Dějiny staveb
Dějiny staveb je vědecká konference sloužící k výměně informací v oboru stavebně historický průzkum. Konference probírá od roku 2000 s roční periodou. Tištěným výstupem je sborník Dějiny staveb.

## Historie
Konference vznikla z iniciativy Klubu Augusta Sedláčka. U jejího zrodu stáli významní odborníci z univerzit, památkových institucí a výzkumných ústavů. Konference je otevřena i amatérským badatelům a studentům. V roce 2001 podnítila vytvoření profesního Sdružení pro stavebně historický průzkum. Toto sdružení pořádá rovněž odborné konference Svorník, které se každý rok věnují speciálnímu tématu.
Konference Dějiny staveb se v letech 2000 - 2015 konala ve školícím středisku Západočeské univerzity v Nečtinách. Od roku 2016 se koná v Národním technickém muzeu v Centru stavitelského dědictví v Plasích.
Konference je multioborová. Referáty jsou seskupeny do sekcí: Panská sídla, církevní architektura, městská architektura, lidová architektura, teorie stavebně historického průzkumu, technické stavby, historické konstrukce, různé stavby.
Od roku 2025 konferenci pořádá Národní technické muzeum - Centrum stavitelského dědictví.

### Předsedové konference
2000: Zdeněk Dragoun, 2001: Jiří Škabrada, 2002: Petr Chotěbor, 2003: Mojmír Horyna, 2004: Jan Anderle, 2005: Milena Hauserová, 2006: Zdeněk Dragoun, 2007: Jiří Slavík, 2008: Jiří Varhaník, 2009: Tomáš Karel, 2010: Eva Vyletová, 2011: Tomáš Durdík, 2012: František R. Václavík, 2013: Karel Kibic, 2014: Jiří Škabrada, 2015: Radim Vrla, 2016: Martin Ebel, 2017: Vladislav Razím, 2018: Michael Rykl, 2019: Jan Anderle, 2022: Jan Štětina, 2023: Ľubor Suchý, 2024: Zdeněk Procházka, 2025: Martin Ebel.

### Tiskový výstup
Z vybraných referátů je vydáván sborník příspěvků Dějiny staveb:
| ročník | obsah | úvodník | pozn.                                      |
| ------ | ----- | ------- | ------------------------------------------ |
| 2000   |       |         | vyšlo jako číslo časopisu Průzkumy památek |
| 2001   | obsah | úvodník |                                            |
| 2002   | obsah | úvodník |                                            |
| 2003   | obsah |         | úvodník nebyl zapsán                       |
| 2004   | obsah | úvodník |                                            |
| 2005   | obsah | úvodník |                                            |
| 2006   | obsah | úvodník |                                            |
| 2007   | obsah | úvodník |                                            |
| 2008   | obsah | úvodník |                                            |
| 2009   | obsah | úvodník |                                            |
| 2010   | obsah | úvodník |                                            |
| 2011   | obsah | úvodník |                                            |
| 2012   | obsah | úvodník |                                            |
| 2013   | obsah | úvodník |                                            |
| 2014   | obsah | úvodník |                                            |
| 2015   | obsah | úvodník |                                            |
| 2016   | obsah | úvodník |                                            |
| 2017   | obsah | úvodník |                                            |
| 2018   | obsah | úvodník |                                            |
| 2019   | obsah | úvodník |                                            |
| 2022   | obsah | úvodník | v letech 2020 a 2021 sborník nevyšel       |
| 2023   | obsah | úvodník |                                            |
| 2024   | obsah | úvodník |                                            |

Rejstřík sborníků za roky 2000–2022

### Odborný a společenský význam
Sborník je využíván v knihovnách památkových ústavů , vysokých škol a dalších odborných institucí.
Konference se aktivně účastní studenti fakulty architektury ČVUT, kteří zde pod vedením pedagogů publikují své výzkumy.
Konference se formou memorand vyjadřuje k aktuálním otázkám oboru. V letech 2014-2018 se v diskusi se státními orgány vyjadřovala k přípravě památkového zákona, který nebyl po řadě připomínek odborné veřejnosti přijat.
Obdobně se konference v roce 2019 vyjádřila ke stavebnímu zákonu.
Součástí konference jsou exkurze, při kterých účastníci diskutují aktuální stav památek i dávají podněty k jejich údržbě a záchraně, jak bylo provedeno např. na hradě a zámku v Toužimi.